# Bilbil zuchwały
Bilbil zuchwały (Andropadus importunus) – gatunek małego ptaka z rodziny bilbili (Pycnonotidae), zamieszkujący wschodnią i południową Afrykę. Jedyny przedstawiciel rodzaju Andropadus. Nie jest zagrożony wyginięciem.

## Podgatunki i zasięg występowania
Bilbil zuchwały występuje w zależności od podgatunku:
- A. importunus insularis – bilbil tanzański[3] – południowa Etiopia i południowa Somalia do wschodniej Tanzanii
- A. importunus importunus – bilbil zuchwały[3] – wyżyny na północ od Afryki Południowej, zachodnie Suazi na południe wzdłuż wybrzeża do Prowincji Przylądkowej Zachodniej
- A. importunus oleaginus – południowe Zimbabwe, południowy Mozambik i niziny na północ od Afryki Południowej
- A. importunus hypoxanthus – południowo-wschodnia Tanzania do środkowego Mozambiku, środkowe Zimbabwe i południowo-środkowa Zambia

Proponowany podgatunek A. i. fricki, opisany ze środkowej Kenii, uznany za synonim A. i. insularis.

## Etymologia
- Andropadus: gr. ανηρ anēr, ανδρος andros – mężczyzna; οπαδος opados – obsługujący, następujący[6].
- importunus: łac. importunus – kłopotliwy, bezczelny, od portare – wytrzymać, przetrwać; Léon Vaillant w 1802 roku nadał bilbilowi zuchwałemu nazwę „L’Importun”, ponieważ ptak ten podążał za myśliwymi i ostrzegał inne ptaki głośnym, irytującym i uporczywym nawoływaniem[7].
- insularis: łac. insularis – z wyspy, od insula, insulae – wyspa[8].
- oleaginus: łac. oleaginus – koloru oliwkowego, od olea – oliwkowy[9].
- hypoxanthus: gr. ὑπο hupo – pod, poniżej; ξανθος xanthos – żółty (por. ὑποξανθος hupoxanthos – żółtawy, jasnobrązowy)[10].
- fricki: Childs Frick (1883–1965) – amerykański filantrop, paleontolog i kolekcjoner[11].

## Status
Międzynarodowa Unia Ochrony Przyrody (IUCN) uznaje bilbila zuchwałego za gatunek najmniejszej troski (LC – least concern) nieprzerwanie od 1988 roku. Liczebność populacji nie została oszacowana, aczkolwiek ptak ten opisywany jest jako bardzo liczny wzdłuż wybrzeża oraz pospolity w głębi lądu. Trend liczebności populacji uznaje się za stabilny.